# 1946 год в литературе

## События
- Председателем Союза писателей СССР становится Александр Фадеев.

## Премии

### Международные
- Нобелевская премия по литературе — Герман Гессе, «За вдохновенное творчество, в котором проявляются классические идеалы гуманизма, а также за блестящий стиль».

### СССР
- Сталинская премия (награждение за 1944—1945 года):
  - Художественная проза:
    - Первая степень: Александр Степанов (роман «Порт-Артур»), Вячеслав Шишков (роман «Емельян Пугачёв»), Александр Фадеев (роман «Молодая гвардия»), Муса Ташмухамедов (роман «Навои»).
    - Вторая степень: Ванда Василевская (повесть «Просто любовь»), Борис Горбатов (повесть «Непокорённые»), Вениамин Каверин («Два капитана»), Константин Симонов (повесть «Дни и ночи»), Валентин Катаев (роман «Сын полка»), Андрей Упит (роман «Земля зелёная»).

  - Поэзия:
    - Первая степень: Аркадий Кулешов (поэма «Знамя бригады»), Алексей Сурков (общеизвестные песни и стихи), Александр Твардовский (поэма Василий Тёркин), Михаил Лозинский (за образцовый перевод «Божественной комедии» Данте Алигьери), Аветик Исаакян (избранные стихотворения), Якуб Колас (избранные стихотворения).
    - Вторая степень: Павел Антокольский (поэма «Сын»), Гафур Гулям (сборник «Иду с Востока»), Леонид Первомайский (сборники «День рождения» и «Земля»), Александр Прокофьев (поэма «Россия» и другие стихотворения), Микола Бажан (поэма «Даниил Галицкий», стихотворение «Клятва» и цикл стихотворений «Сталинградская тетрадь»), Вера Инбер (поэмы «Пулковский меридиан» и «Ленинградский дневник»).

  - Драматургия:
    - Первая степень: Алексей Толстой (повесть «Иван Грозный»), Борис Лавренёв (пьеса «За тех, кто в море!»).
    - Вторая степень: Самуил Маршак (пьеса-сказка «Двенадцать месяцев»), Владимир Соловьёв (пьеса «Великий государь»).

### США
- Пулитцеровская премия:
  - в категории художественное произведение, написанное американским писателем,— не присуждалась
  - в категории драматического произведения для театра — Рассел Кроус и Говард Лидсей, «Состоят в браке»
  - в категории поэзия— не присуждалась

### Франция
- Гонкуровская премия — Жан Жак Готье, «История одного приключения».
- Премия Ренодо — Давид Руссе, L’Univers concentrationnaire.
- Премия Фемина — Мишель Робида, Le Temps de la longue patience.

## Книги
- «Болтун» — пьеса белорусского писателя Янка Мавра.
- «Время школяров» — произведение французского писателя Марселя Эме.
- «Голубиная книга» — произведение Алексея Ремизова.
- «Молодая гвардия» — роман Александра Фадеева (первая редакция).
- «Повесть о настоящем человеке» — повесть Бориса Полевого.
- «На краю Ойкумены» — роман И. А. Ефремова.
- «Слэн» — научно-фантастический роман Альфреда Ван Вогта.
- «Стеклянный дворец» — рассказ Сабахаттина Али.
- «Товарищ по партии» — роман индийского писателя Яшпала.
- «Урситори» — первая книга классического цыганского писателя Матео Максимова (первая публикация).

## Родились
- 28 июня — Роберт Асприн, американский писатель-фантаст (умер в 2008).
- 1 июля — Коджо Лейнг, ганский писатель и поэт (умер в 2017).
- 20 октября — Эльфрида Елинек, австрийская писательница, лауреат Нобелевской премии по литературе 2004 года.

## Умерли
- 7 марта — Хендрик Адамсон, эстонский поэт и педагог (родился в 1891).
- 8 апреля — Иларие Воронка, румынский и французский писатель (родился в 1903).
- 1 июля — Людас Гира, литовский поэт, критик, драматург, публицист (родился в 1884).
- 20 сентября — Карле Хальме, финский драматург, прозаик (родился в 1864).
- 31 октября — Ян Лайхтер, чешский писатель, поэт, издатель (род. в 1858).
- 23 ноября — Николай Александрович Рубакин, русский книговед и библиограф (родился в 1862).
- 1 декабря — Эмми фон Эгиди, немецкая писательница (род. в 1872).
- 30 декабря — Эрнест Бойд, американско-ирландский писатель, драматург, переводчик, журналист (родился в 1887 году).